# Misisipijska kultura
Misisipijska kultura (engleski: Mississippian culture) je bila severnoamerička indijanska kultura graditelja humki koja je postojala na području današnjih Sjedinjenih Američkih Država od 9. do 16. veka. To je bila višeetnička kultura pod jasnim uticajem srednjoameričkih kultura (Asteci i Маје). Ime je dobila po dolini reke Misisipi, gde se počela razvijati nakon propasti lovačke Hopvelske kulture i odakle se postupno širila na zapad i istok. Ona se sastojala od niza urbanih naselja i satelitskih sela povezanih labavim trgovačkim mrežama. Najveći grad je bio Kahokija, za koji se veruje da je veliki verski centar koji se nalazi u današnjem južnom Ilinoisu.
Misisipijski način života počeo je da se razvija u dolini reke Misisipi (po kojoj je i dobio ime). Kulture u dolini reke Tenesi su takođe možda počele da razvijaju karakteristike Misisipija u ovom periodu. Skoro sva nalazišta na Misisipu datiraju od pre 1539–1540 (kada je Ernando de Soto istraživao ovu oblast), sa značajnim izuzecima zajednice Načez. Oni su zadržali kulturnu praksu Misisipija sve do 18. veka.

## Istorija
Kao početak misisipijske kulture se tradicionalno uzima 850, a kraj 1500. godina, dok se na vrhuncu u 11. i 12. veku protezala od Apalačkih planina na istoku do Floride na zapadu, i od Velikih jezera na severu do Meksičkog zaliva na jugu.
Naselja misisipijske kulture je u 16. veku opisao španski istraživač Ernando de Soto, ali su ona ubrzo nakon toga nestala, što se tumači kao završetak procesa izazvanog malim ledenim dobom, odnosno posledicom izloženosti Indijanaca pogubnim bolestima kao što su male i velike boginje. Do kraja 17. veka su ih osvojili Francuzi i poslednji otpor doseljenicima je ugušen 1731. godine. Veruje se da određeni broj današnjih indijanskih plemena potiče od misisipijske kulture, a među Čeroki Indijancima se do 19. veka sačuvala usmena predaja o gradnji velikih humki u prošlosti.

## Odlike
Glavna karakteristika misisipijske kulture su veća naselja i orijaški piramidalni zemljani tumulusi, kao što je Kahokijska humka, verski predmeti nastali kovanjem bakra, te složeniji oblici društvene organizacije utemeljeni na plemenskim savezima kojima su upravljale poglavice. Ova kultura nije nikada bila ujedinjena, već je bila rodovsko-plemensko udruženje plemena kojima su teokratski vladale muške poglavice matrijarhalne dinastijske linije. Čak i u plemenskim kulturama proisteklim iz misisipijske kulture, sačuvala se slojevitost i matrilinearnost, npr. među nekim Sijuksima, te kod Natčeza i Maskogi indijanaca.
Iako lov nikada u potpunosti nije napušten, privreda misisipijske kulture se do 10. veka već temeljila na poljoprivredi, najprije na uzgoju tikvica i pasulja, a potom i brzorastućeg kukuruza koji je došao preko Meksičkog zaliva. Zahvaljujući povećanju prinosa porastao je i broj stanovnika, a ubrzao se i razvoj zanatstva i trgovine. Zanatlije su proizvodile drvene i kamene alatke, perle, ukrase, metalne proizvode od bakra i zlata, i obrađivali su kože i krzna. Trgovina se obavljala na velikim udaljenostima zahvaljujući zajedničkom sistemu simbola. Iako se misisipijska kultura često navodi kao najrazvijenije ljudsko društvo pretkolumbovske Severne Amerike pre dolaska Evropljana, a nekada i civilizacija, ona nije poznavala metalurgiju, niti pismo.

## Materijalna kultura
Misisipijci su gradili sela, ali i velike gradove. U njima su kuće bile prekrivane slamnatim krovovima, a veća središta okružena palisadnim zidinama, s manjim naseljima u okolini. Veći gradovi su imali više od hiljadu stanovnika, a najnaseljeniji i najvažniji među njima bio Kahokijska humka, a druga važnija naselja i arheološka nalazišta su Moundsvil, Etovah humke i Spajro humke.
Istovremeno s ovom kulturom, do 14. veka su razne kulture šumskih indijanaca podizale zemljane tumuluse u verske svrhe, ali su ove zemljane humke u misisipijskoj kuturi poprimile divovske razmere. Tako je misisipijska humka u mestu Kahokija humka dosegla visinu od 30 m, a prečnik veći od staroegipatske Keopseve piramide. Misisipijske humke često imaju oblik piramide, te velike terase na vrhu gde su podizani hramovi ili rezidencija elite.
Osim razvoja arhitekture, Misispijska kultura je unapredila i lončarstvo u tehnologiju obrade keramike, te poboljšala naoružanje usavršavanjem luka koji je zamenio upotrebu koplja. Postojanje središnjih trgova s piramidalnim humkama i hramovima, stambenim zgradama za elitu, ritualna ljudska žrtvovanja, keramika, te umetnički prikazi plačnih očiju, krilatih ljudi, krsteva i ljudskih lubanja, svedoče o vezama sa srednjoameričkim kulturama, ali te veze nisu bile veoma jake.

## Religija
Misisipijsko društvo su vodili teokrati koji utelovljuju i svetovnu i versku vlast. Izgradnja humki i hramova je povezana s kultom predaka, a pod srednjoameričkim uticajima javljaju se slike zmija, lobanja, orlova-ratnika i obavljaju se ritualna žrtvovanja i mučenja zarobljenika na vrhu piramidalnih humaka. Očekivao se čak i dobrovoljni pristanak pojedinih supružnika i članova uže porodice umrlog vladara da se žrtvuju.
S juga se proširio, i u glavnim središtima kulture prevladao, tzv. „južni kult” obožavanja sunca. Ovaj kult je povezan s raskošnim vojničkim grobovima, prikazima sunca, krstovima, ruku s očima, žalosnih očiju, lobanja i ukrašavanja lula za pušenje duvana slikama životinja. Južni kult je najjači bio u 14. veku, a delimično je preživeo kod Natčeza kod kojih se poglavica naziva „Veliko sunce”, a njegova supruga „Bela žena”, dok se kod nekih Sijuksa nosi se maska „dugonosog božanstva”, božanstva misisipijske kulture.

## Literatura
- Bense, Judith A. (1994). Archaeology of the Southeastern United States: Paleoindian to World War I. New York: Academic Press. ISBN 978-0-12-089060-6..
- Cheryl Anne Cox; David H. Dye, ур. (1990). Towns and Temples along the Mississippi. University of Alabama Press.
- Hudson, Charles M. (1976). The Southeastern Indians. Knoxville: University of Tennessee Press. ISBN 978-0-87049-248-8..
- Keyes, Charles R. Prehistoric Man in Iowa. Palimpsest. 8 (6): 185—229. 1927. Недостаје или је празан параметар |title= (помоћ)
- O'Connor, Mallory Mccane (1995). Lost Cities of the Ancient Southeast. Gainesville: University Press of Florida. ISBN 978-0-8130-1350-3..
- Pauketat, Timothy R. (1994). The Ascent of Chiefs: Cahokia and Mississippian Politics in Native North America. University of Alabama Press. ISBN 978-0-8173-0728-8..
- Pauketat, Timothy R.; "The Forgotten History of the Mississippians" in North American Archaeology. Blackwell Publishing Ltd., 2005.
- „Mississippian Period: Overview”. New Georgia Encyclopedia. Архивирано из оригинала 01. 03. 2012. г. Приступљено 7. 4. 2018.
- Waldman, Carl (2009). Atlas of the North American Indian. Facts on File. стр. 32. ISBN 978-0-8160-6858-6.
- Lewis, R. Barry (1996). „Chapter 5:Mississippian Farmers”. Kentucky Archaeology. University Press of Kentucky. стр. 142. ISBN 0-8131-1907-3.
- Stephenson, Robert L. (март 1970). „Adamson Mounds Site” (PDF). National Register of Historic Places - Nomination and Inventory. Приступљено 28. 6. 2014.
- Lewis, R. Barry (1996). „Chapter 5: Mississippian Farmers”. Kentucky Archaeology. University Press of Kentucky. стр. 135—137. ISBN 0-8131-1907-3.
- Harold, Huscher (1972), The Avery Site: Archaeological Investigations in the West Point Dam Area: A Preliminary Report, 1 of 2, Department of Sociology and Anthropology: University of Georgia
- Anderson, David G. (1996). „Chiefly Cycling and Large-Scale Abandonments as Viewed from the Savannah River Basin”.  Ур.: John F. Scarry. Political Structure and Change in the Prehistoric Southeastern United States. Gainesville: University Press of Florida. стр. 150–191.<
- Smith, Kevin E.; James V. Miller (2009). Speaking with the Ancestors-Mississippian Stone Statuary of the Tennessee-Cumberland region. University of Alabama Press. стр. 53—67. ISBN 978-0-8173-5465-7.
- „Locality information for Faunmap locality Belcher Mound, LA”. Архивирано из оригинала 20. 08. 2011. г. Приступљено 22. 02. 2010.
- „The Caddo Indians of Louisiana”. Архивирано из оригинала 09. 11. 2009. г. Приступљено 22. 02. 2010.
- „Historical-Belcher”. Архивирано из оригинала 20. 2. 2021. г. Приступљено 2010-02-22.
- Kelly, Arthur R., Explorations at Bell Field Mound and Village Seasons 1965, 1966, 1967, 1968, University of Georgia Archaeology Laboratory Manuscript
- „Bottle Creek Site”. National Historic Landmark summary listing. National Park Service. Архивирано из оригинала 2009-03-01. г. Приступљено 2007-10-13.
- „Indian Mounds of Mississippi: Boyd Mounds Site”. NPS.GOV.
- Lankford, George E.; Reilly, F. Kent; Garber, James F. (2011-01-15). Visualizing the Sacred: Cosmic Visions, Regionalism, and the Art of the Mississippian World. University of Texas Press. стр. 198. ISBN 978-0-292-72308-5.
- Barker, Gary; Kuttruff, Carl (лето 2010).  Michael C. Moore, ур. „A Summary of Exploratory and Salvage Archaeological Investigations at the Brick Church Pike Mound Site (40DV39), Davidson County, Tennessee” (PDF). Tennessee Archaeology (Editors Corner). Tennessee Council for Professional Archaeology. 5 (1). Архивирано из оригинала (PDF) 16. 07. 2011. г. Приступљено 07. 07. 2023.
- Hally, David J. (1998-08-01). „Chauga”.  Ур.: Gibbon, Guy; Kenneth M., Ames. Archaeology of Prehistoric Native America: An Encyclopedia. Routledge. стр. 143—144. ISBN 978-0-8153-0725-9.
- „Cloverdale Archaeological Site”. Приступљено 2009-10-09.
- Scott Hadley Jr. (2013). Multi-Staged Research at the Denmark Site, A Small Early-Middle Mississippian Town (Теза). University of Memphis.
- „History”. State of Illinois. Архивирано из оригинала 08. 06. 2023. г. Приступљено 2009-10-21.
- Smith, Marvin T. (1994). „Archaeological Investigations at the Dyar Site, 9GE5” (PDF). University of Georgia. Архивирано из оригинала (PDF) 25. 04. 2012. г. Приступљено 07. 07. 2023.
- „National Historic Landmarks Program-Eaker Site”. Архивирано из оригинала 2009-08-13. г. Приступљено 2009-05-31.
- Parmalee, Paul W. (June). „Additional noteworthy records of birds from archaeological sites” (PDF). The Wilson Bulletin. 79 (2). Архивирано из оригинала (PDF) 11. 07. 2012. г. Приступљено 07. 07. 2023. Проверите вредност парамет(а)ра за датум: |date= (помоћ)
- Griffin, James B.; Morse, Dan F. (1961). „The Short Nosed God from the Emmons Site, Illinois”. American Antiquity. Society for American Archaeology. 26 (4): 560. JSTOR 278753. S2CID 163224869. doi:10.2307/278753.
- Hutt, Sherry. „Notice of Inventory Completion: Tennessee Department of Environment and Conservation, Division of Archaeology, Nashville, Tennessee”. Federal Register. Приступљено 11. 04. 2011.
- Warwick, Rick (2010). Historical Markers of Williamson County, Tennessee, Revised: A Pictorial Guide. Nashville, Tennessee: Panacea Press. ISBN 9780984214730.